# La Salvetat-sur-Agout
La Salvetat-sur-Agout ist eine französische Gemeinde mit 1115 Einwohnern (Stand: 1. Januar 2022) im Département Hérault in der Region Okzitanien. Sie gehört zum Arrondissement Béziers und ist Mitglied im Gemeindeverband Communauté de communes du Haut-Languedoc. Die Bewohner werden Salvetois und Salvetoises genannt.

## Lage
Die Gemeinde La Salvetat-sur-Agout liegt an der Mündung der Vèbre in den Agout, der hier zum Lac de la Raviège aufgestaut wird, etwa 35 Kilometer nordwestlich von Béziers an der Grenze zum Département Tarn und im Regionalen Naturpark Haut-Languedoc. Umgeben wird La Salvetat-sur-Agout von den Nachbargemeinden Lacaune im Norden, Nages im Nordosten, Fraisse-sur-Agout im Osten, Riols im Südosten, Le Soulié im Süden, Anglès im Südwesten sowie Lamontélarié im Westen.
Durch die Gemeinde führt die Via Tolosana, einer der vier historischen Wege der Jakobspilger in Frankreich.

## Bevölkerungsentwicklung
| Jahr                       | 1962 | 1968 | 1975 | 1982 | 1990 | 1999 | 2006 | 2012 | 2020 |
| Einwohner                  | 1532 | 1361 | 1115 | 1174 | 1153 | 1118 | 1194 | 1112 | 1128 |
| Quellen: Cassini und INSEE |      |      |      |      |      |      |      |      |      |

## Sehenswürdigkeiten
- Kirche Saint-Étienne in La Salvetat, erbaut im 15. Jahrhundert
- Alte Kirche Saint-Étienne in der Ortschaft Saint-Étienne-de-Cavall
- Brücke über den Vèbre, Monument historique seit 1964

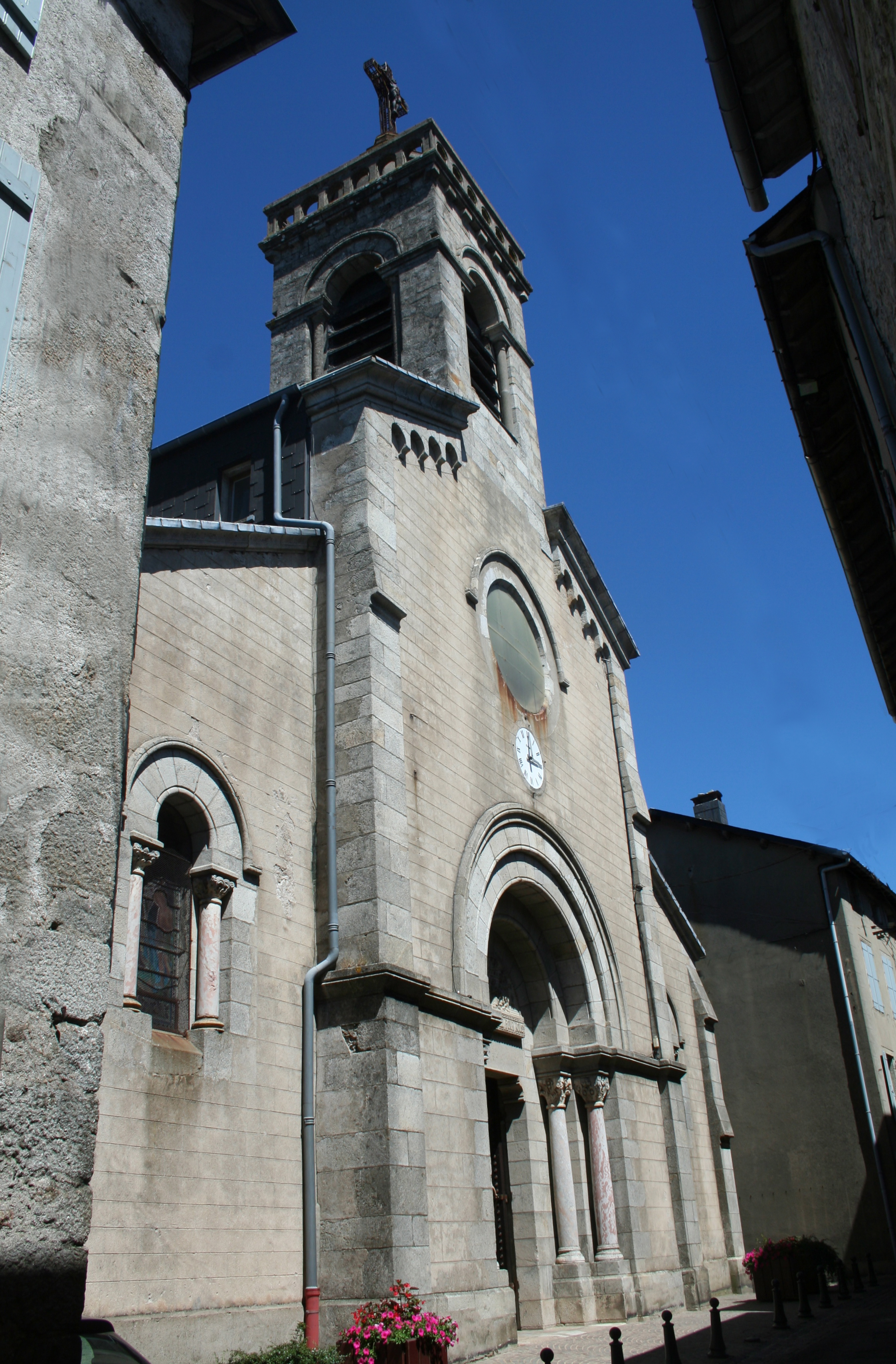
Kirche Saint-Étienne
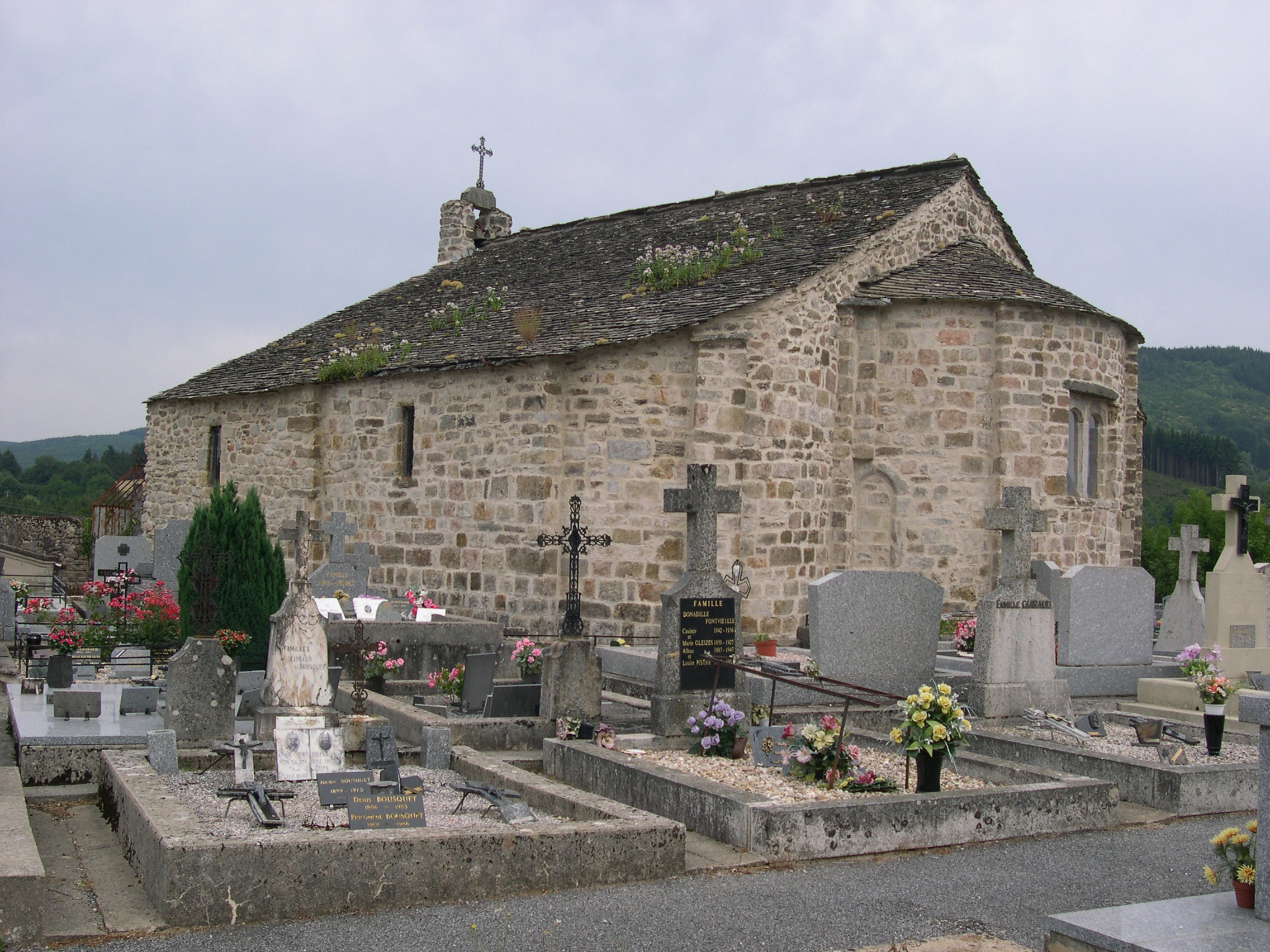
Alte Kirche Saint-Étienne
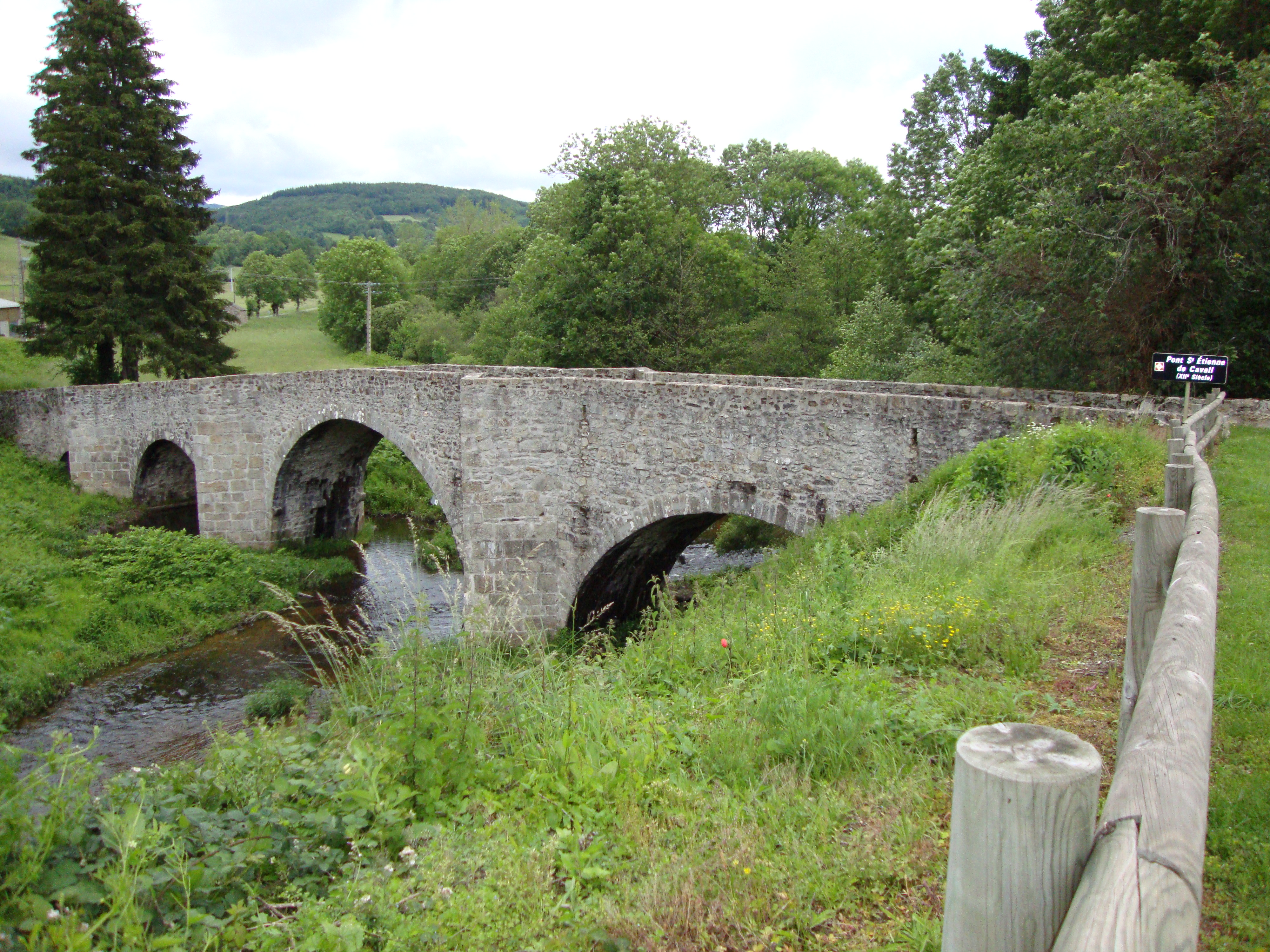
Brücke über die Vèbre

## Persönlichkeiten
- Jacques-Maurice De Saint Palais (1811–1877), römisch-katholischer Geistlicher, Bischof von Vincennes 1848–1877